# جيمس كاربنتر
جيمس كاربنتر (بالإنجليزية: James Carpenter)‏ هو مهندس معماري أمريكي، ولد في 1948 في واشنطن العاصمة في الولايات المتحدة.